# Teoria dualista

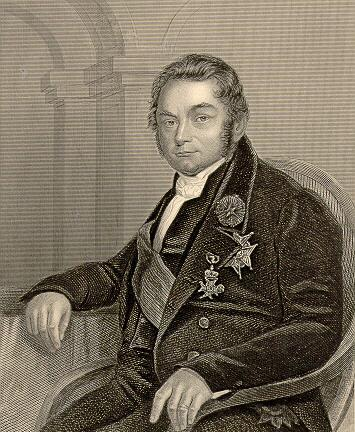
Jöns Jacob Berzelius, gravat del 1875

La teoria dualista, o dualística, és una antiga teoria de la química establerta pel químic francès Antoine Laurent Lavoisier (1743-1794) a finals del segle xviii i desenvolupada pel químic suec Jöns Jacob Berzelius (1779-1848) a principis del segle xix amb l'objectiu d'explicar la formació dels compostos químics.
En aquesta teoria s'explica la formació del compostos sempre mitjançant reaccions de dos elements químics o de dos compostos químics. Així tots els compostos provenen de reaccions binàries. Els compostos binaris, com ara els òxids, es formen a partir de la combinació de dos elements químics; els compostos ternaris, això és que tenen tres elements diferents, com ara les sals ternàries, com una combinació de dos compostos binaris amb un element en comú; i els quaternaris, que tenen quatre elements diferents, com la combinació de dos compostos binaris amb elements diferents.
- Formació d'un compost binari, com el triòxid de sofre, que se suposava era l'àcid sulfúric, es pot representar així: S + O = SO₃
- Formació d'un compost ternari, com el sulfat de zinc, s'entén que és degut a la reacció de l'òxid de zinc i l'àcid sulfúric (triòxid de sofre): ZnO + SO₃ = ZnSO₄

## Teoria de Lavoisier

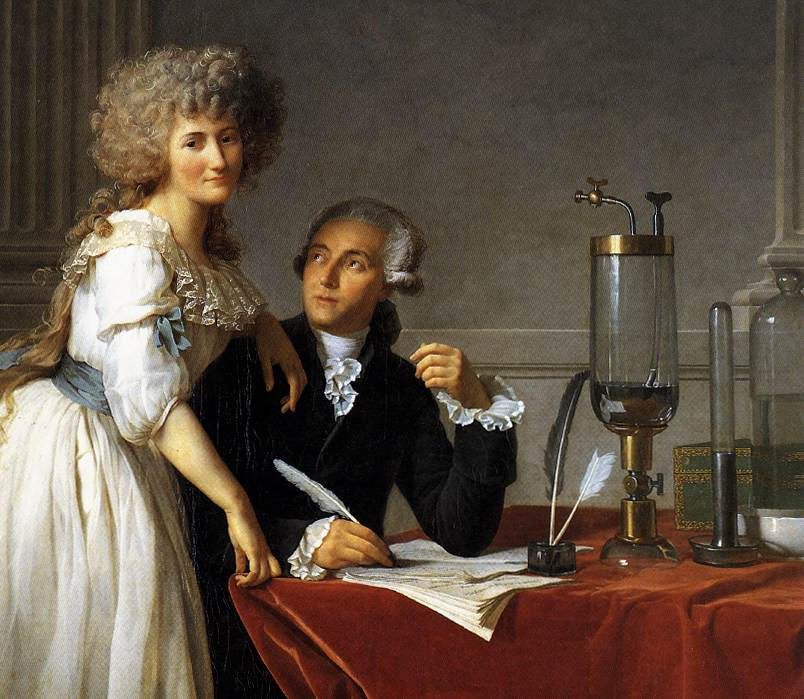
Detall del retrat obra Jacques-Louis David d'Antoine Laurent Lavoisier i la seva esposa Marie-Anne

L'origen de la teoria dualista cal cercar-la en la teoria del químic francès Antoine Laurent Lavoisier que descrivia tots els compostos químics, coneguts i per descobrir, a partir de combinacions binàries, és a dir de dos elements químics o de dos compostos químics. D'aquí prové el nom de teoria dualista. Segons Lavoisier hi havia:
- Combinacions binàries de no-metalls (nitrogen, hidrogen, sofre, fòsfor i carboni) amb metalls, que donen lloc a nitrurs, hidrurs, sulfurs, fosfurs i carburs, com ara el sulfur de ferro, el fosfur de níquel o l'hidrur d'argent (segons la nomenclatura original).[1]
- Òxids o combinacions binàries de l'oxigen amb els no-metalls en només l'estat d'oxidació més baixos (òxid de carboni, òxid de sofre, òxid de fòsfor) i amb els metalls en tots els estats d'oxidació més baixos (òxid negre de ferro, òxid gris d'estany, òxid de níquel).[1]
- Àcids o combinacions binàries de l'oxigen amb els no-metalls en tots els seus graus d'oxidació superior (els anomenava radicals acidificables), com ara l'àcid nitrós, l'àcid nítric, l'àcid sulfurós o l'àcid sulfúric; amb els metalls en només el seu grau d'oxidació més alt, com l'àcid mangànic, l'àcid aúric o l'àcid estànnic; amb una sèrie de radicals orgànics com ara el radical acètic o el radical cítric que donaven àcid acètic, àcid cítric, etc.[1]
- Sals o combinacions binàries d'un àcid amb un òxid de metall:[1]

àcid túngstic + òxid d'argent = tungstat d'argent 

## Teoria electroquímica de Berzelius
El 1800 l'italià Alessandro Volta (1745-1827) inventà la pila voltaica i, el mateix any, els anglesos William Nicholson (1753-1815) i Anthony Carlisle (1768-1840) descobriren l'electròlisi de l'aigua, o sigui la descomposició de l'aigua en hidrogen i oxigen per acció de l'electricitat. En els següents anys es publicaren moltes descomposicions electrolítiques, però destaquen les investigacions del químic anglès Humphry Davy (1778-1829), que conduïren a l'aïllament del sodi i del potassi, dos metalls alcalins el 1807 a partir dels respectius hidròxids, i que demostraren la importància de l'electricitat en les reaccions químiques, i el caràcter binari dels composts. Davy suggerí que les forces que governaven les combinacions químiques eren de naturalesa elèctrica. A partir d'aquestes investigacions la teoria de Lavoisier fou generalitzada pel químic suec Jöns Jacob Berzelius el 1811, i s'anomenà teoria dualística o, també, teoria electroquímica.
Segons Berzelius tots els àtoms tenien dos pols que concentraven, un la càrrega elèctrica negativa, i l'altre la positiva, amb intensitats desiguals; així als halògens, com el clor, hi havia un excés de càrrega negativa; els alcalins, com el potassi, tenien un excés de càrrega positiva;, l'oxigen era el que tenia una quantitat major de càrrega negativa i l'hidrogen tenia igual quantitat de càrrega negativa que de positiva. Tots els compostos químics es podien explicar per la unió de dos components (àtoms o grups d'àtoms) degut a les seves afinitats i sempre un component negatiu i l'altre positiu que s'unien degut a la força elèctrica entre càrregues de diferent signe.
En la seva teoria, Berzelius introduí el concepte d'electronegativitat. Els elements que donen òxids bàsics s'anomenen elements electropositius, en ells el pol positiu està en excés; mentre que els que donen òxids àcids s'anomenen elements electronegatius perquè tenen el pol negatiu en excés. L'oxigen és sempre electronegatiu, els metalls són sempre electropositius. Els altres elements poden ser unes vegades electropositius, com el sofre al triòxid de sofre (SO₃ = S+ + 3 O¯), i d'altres electronegatius, com el sofre en el sulfur de coure (II) (Cu+ + S¯ = CuS), en funció de la força elèctrica, electronegativitat, de l'altre element amb el qual es combinen. Les bases són els components positius de les sals, i els àcids, els negatius. Així les sals són compostos binaris de dos òxids, l'àcid i la base, que són en si mateixos compostos binaris d'elements amb oxigen. Per exemple el sulfat de coure (II) s'obté com a combinació de l'òxid de coure i el triòxid de sofre:
I, a la vegada, ambdós òxids també resulten de combinacions d'àtoms amb diferent electronegativitat, restant una càrrega residual:
Les càrregues, en aquesta teoria, no tenen el significat actual que s'empra a l'enllaç iònic, i no queden compensades en reaccionar dos elements o compostos amb càrregues oposades. Per això queda una càrrega residual.
Berzelius classificà els elements químics coneguts en electronegatius i electropositius, i els ordenà segons la seva intensitat, segons els resultats dels experiments d'electròlisi. L'hidrogen, els àlcalis i els metalls es desplacen cap al pol negatiu i es consideren positius; l'oxigen, els àcids i els compostos oxidats es dirigeixen cap al pol positiu, i s'entén que són negatius. La classificació de Berzelius és:
- Elements electronegatius, en ordre decreixent: O, S, N, F, Cl, Br, I, P, As, Cr, V, B, C, Sb, Te, Ti, Si, (H).
- Elements electropositius, en ordre creixent: (H), Au, Pt, Hg, Ag, Cu, Bi, Sn, Pb, Cd, Co, Ni, Fe, Zn, Mn, Al, Mg, Ca, Sr, Ba, Li, Na, K.

## Experiments que la invalidaren

Etanol
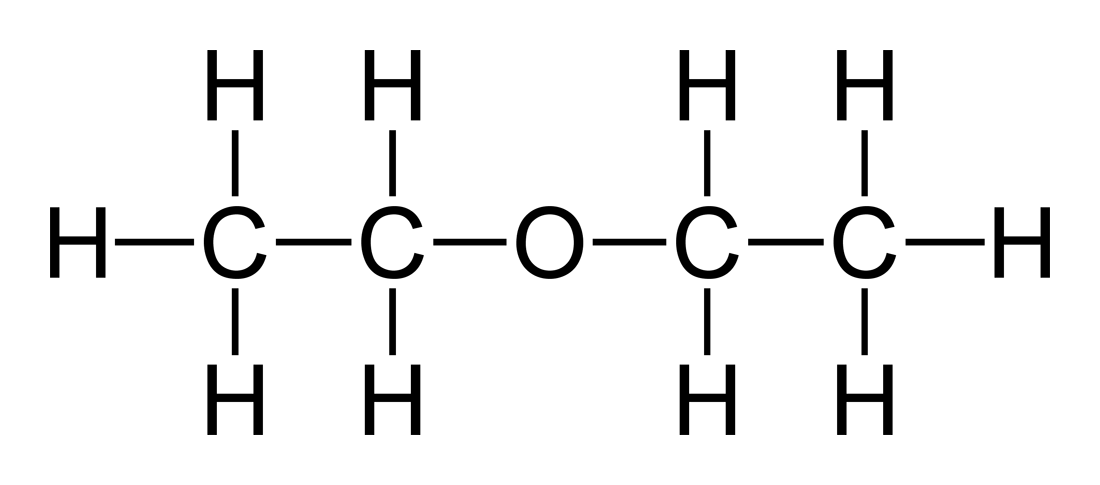
Dietilèter o èter

La prova subministrada per Davy el 1811 que el clor no és un òxid superior d'un element no-metall desconegut, anomenat murium, sinó un element, essent l'àcid muriàtic un compost de clor amb hidrogen, HCl, demostrà que la teoria de Lavoisier-Berzelius no era suficientment àmplia. Però Berzelius no ho acceptà fins al 1823.
Al voltant de l'any 1830 s'inicià una gran activitat en la investigació dels compostos del carboni, que seguí durant la resta del segle xix amb més intensitat i velocitat amb els anys. Fins en aquell moment els pocs compostos orgànics coneguts podien assimilar-se en la teoria dualista, suposant que eren compostos binaris amb radicals orgànics, comportant-se en alguns aspectes aquests com els elements químics en els compostos inorgànics. Així Berzelius considerava que:
- l'etanol era un òxid amb un radical C₂H₆, això és, com C₂H₆ + O;
- l'èter era l'òxid d'un altre radical, el C₄H10, que es formulava com C₄H10 + O;
- i que l'àcid acètic era un triòxid del radical C₄H₆, és a dir, C₄H₆ + 3O (en realitat era la fórmula de l'anhídrid desconegut en aquell moment). Segons la teoria dualista, els radicals en si mateixos, no podien contenir oxigen.[5]

Benzaldehid
Clorur de benzoil
Àcid benzoic

Per una altra banda els químics alemanys Friedrich Wöhler (1800-1882) i Justus von Liebig (1803-1873) el 1832 demostraren que tot un grup de compostos orgànics podia considerar-se derivat d'un radical benzoïl, C₆H₅CO, que es conservava en totes les transformacions realitzades i que contenia oxigen, la qual cosa entrava en contradicció amb la teoria dualista. Així, a partir del benzaldehid aconseguiren sintetitzar l'àcid benzoic, el clorur de benzoïl, el bromur de benzoïl, el iodur de benzoïl i el cianur de benzoïl entre d'altres. Poc després, d'altres investigadors, posaren de manifest l'existència d'altres radicals, com l'etil, el grup ciano, i el cacodil o tetrametildiarsina, estudiat pel químic alemany Robert Bunsen (1811-1899).

Àcid acètic
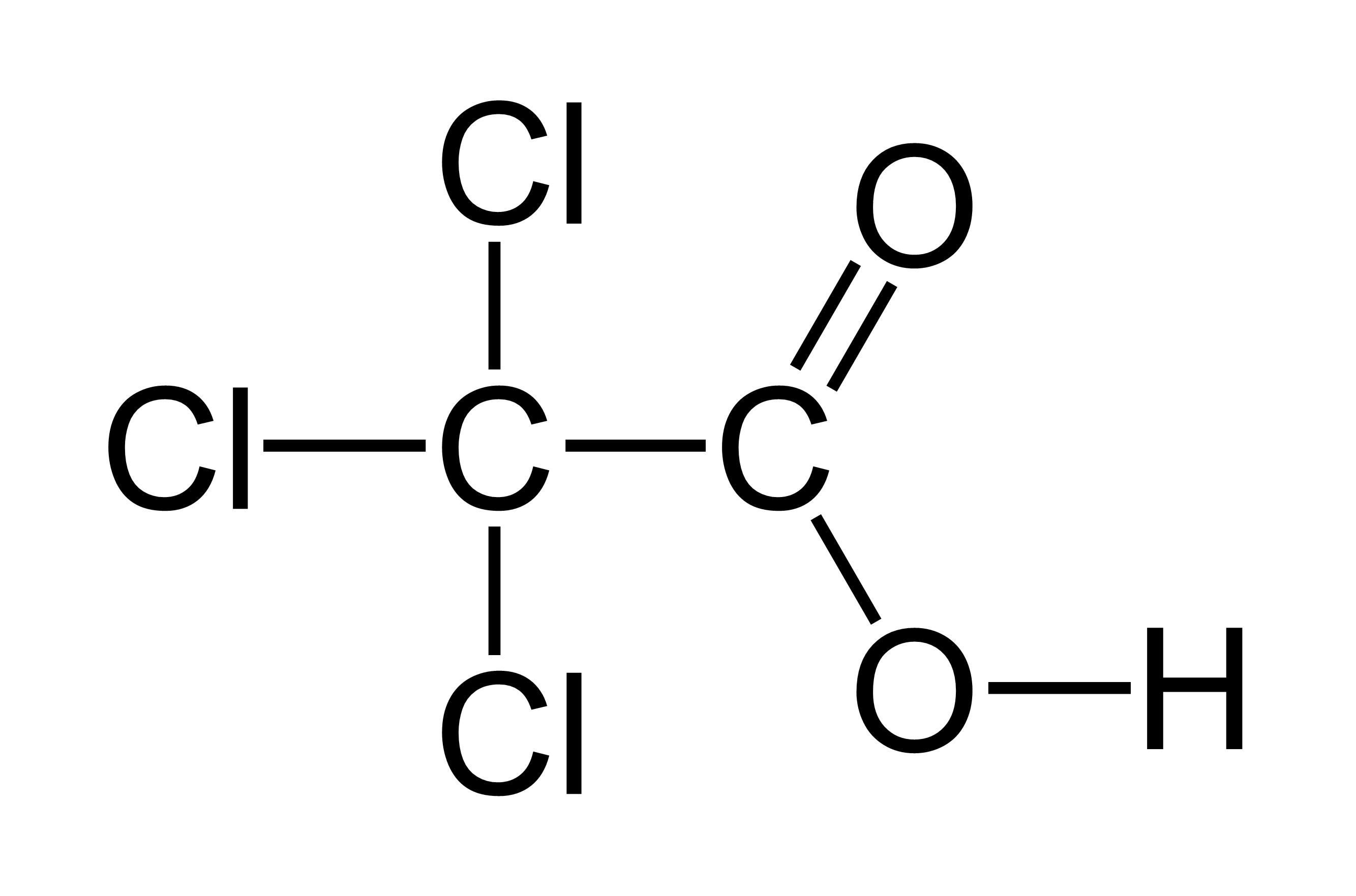
Àcid tricloroacètic

El 1838, el químic francès Jean-Baptiste Dumas (1800-1884) descobrí que l'hidrogen, suposadament electropositiu a l'àcid acètic, podia substituir-se en part per clor, suposadament electronegatiu, sense que hi hagués un canvi significatiu en les propietats químiques de l'àcid resultant, l'àcid tricloroacètic (CCl₃COOH), respecte de l'àcid acètic (CH₃COOH).